# Miriam Schwermer

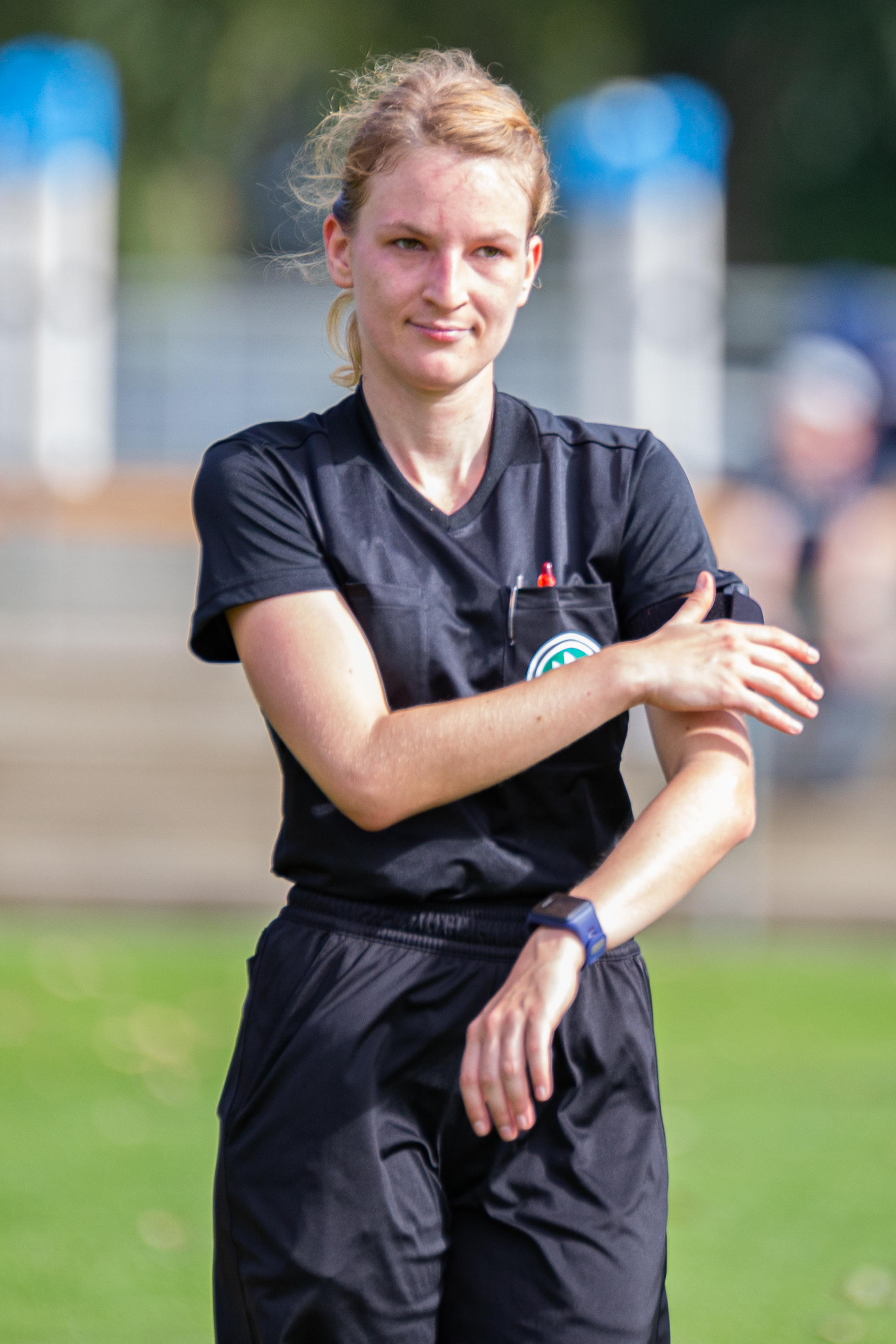
Miriam Schwermer (2018)

Miriam Schwermer (geb. Schweinefuß; * 23. Juli 1994 in Quedlinburg, Sachsen-Anhalt) ist eine deutsche Fußballschiedsrichterin.

## Karriere
Schwermer erwarb den Schiedsrichterschein im Alter von zehn Jahren und pfeift bei den Herren in der NOFV-Regionalliga. Die dem FC Einheit Wernigerode angehörige Schwermer ist seit 2014 DFB-Schiedsrichterin. Seit 2015 leitet sie bei den Damen Spiele in der 2. Bundesliga und seit 2017 in der Bundesliga.
Im Jahr 2017 pfiff sie das Finale um die Deutsche Meisterschaft der B-Juniorinnen zwischen Bayern München und Turbine Potsdam, 2024 das DFB-Pokal-Finale der Frauen zwischen dem VfL Wolfsburg und Bayern München.
Im Turnier um den Nordic Cup in Finnland sammelte sie erste internationale Erfahrung.

## Sonstiges
Schwermer studierte Humanmedizin an der Medizinischen Hochschule Hannover, ist wohnhaft in Rieder und von Beruf Kinderärztin. Sie ist mit dem ehemaligen Schiedsrichter der 3. Liga, Felix-Benjamin Schwermer, verheiratet; ihr Vater ist der ehemalige Schiedsrichter Sven Schweinefuß.